# Frederick Smith (2e vicomte Hambleden)
Pour les articles homonymes, voir Smith.
William Frederick Danvers Smith, 2e vicomte Hambleden (12 août 1868 - 16 juin 1928), connu sous le nom de Frederick Smith, est un pair héréditaire anglais, homme d'affaires et homme politique.

## Biographie
Il est impliqué dans la gestion de l'entreprise familiale, WH Smith, qui est fondée par son grand-père, William Henry Smith (1792-1865) (en). Il hérite du contrôle exclusif de l'entreprise de son père en 1891 et le transmet à son fils .
En 1891, il succède également à son père William Henry Smith comme député de la circonscription de Strand, occupant le siège jusqu'en janvier 1910. Sa succession rapide au siège que son père occupait au Parlement a peut-être joué un rôle dans le fait qu'il a été la cible de chantage de la part du célèbre empoisonneur Thomas Neill Cream, qui (écrivant sous un nom d'emprunt) a prétendu avoir la preuve que Smith avait empoisonné une prostituée.
C'est l'une des trois tentatives connues de chantage qui pourraient avoir été le véritable motif de la série d'empoisonnements de Cream dans les quartiers de Stepney et Lambeth à Londres d'octobre 1891 à avril 1892. Ils jouent un petit rôle dans l'arrestation finale, la poursuite et la condamnation de Cream à Old Bailey en octobre 1892 et son exécution le mois suivant.
Smith est nommé lieutenant dans le 2nd Buckinghamshire Rifle Volunteers (Eton College) en 1885, mais démissionne en 1887. En 1891, il est nommé sous-lieutenant dans le Royal 1st Devon Yeomanry (en). Il est promu lieutenant en 1892, capitaine en 1895, major le 10 février 1902 et lieutenant-colonel en 1914. Il sert avec la Yeomanry impériale pendant la guerre des Boers. Smith est nommé colonel honoraire de la Royal Devon Yeomanry Artillery en 1922.
Il succède à sa mère, Emily Smith, comme vicomte Hambleden après sa mort en 1913. Il épouse Esther Georgiana Caroline Gore, fille d'Arthur Gore (5e comte d'Arran). Smith est remplacé par leur fils, William Smith (3e vicomte Hambleden) (en). Ils ont quatre autres enfants: Edith Mabell Emily (1901–1973), James Frederick Arthur (né en 1906), David John Smith (en) (1907–1976) et Margaret Esther Lucie (1908–1980).
Smith est le principal commanditaire du projet d'histoire anglaise Victoria County History ([Histoire du comté de Victoria]) de 1909 à 1931. En mai 1902, il est le premier à recevoir la liberté d'honneur de l'arrondissement de Henley-on-Thames « en reconnaissance de ses précieux services à l'arrondissement et de son don magnifique au fonds de construction du nouvel hôtel de ville ».